# BL 7.2インチ榴弾砲

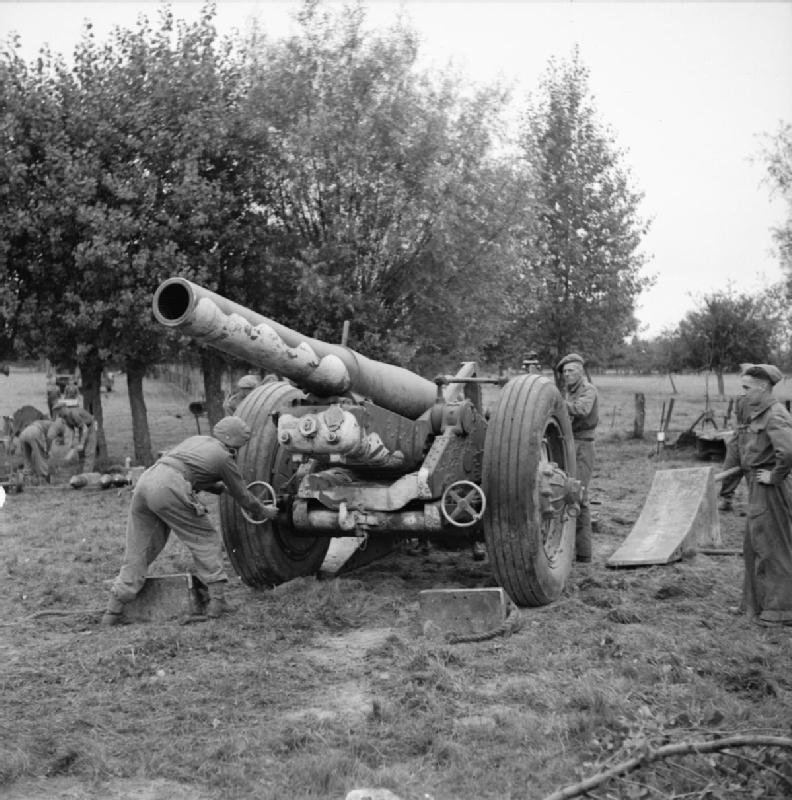
BL 7.2インチ榴弾砲

BL 7.2インチ砲（英: BL 7.2 inch Howitzer）は、第二次世界大戦においてイギリスが設計した重榴弾砲。

## 概要
第二次世界大戦初期にイギリスが設計したものであり、砲弾は8インチ（203mm）砲弾の設計を手直しして製造された。当時のイギリス陸軍の重砲は第一次世界大戦期のものかそれを手直ししただけのものが中心で、ドイツ国防軍に対抗するためにイギリスは新型の重砲を大至急揃える必要があった。
重砲連隊に配備されてノルマンディー上陸作戦後の西部戦線などにおいて終戦まで使用された。

## スペック
- 口径：183mm
- 全長：7.7m
- 全幅：2.7m
- 重量：10,000kg
- 砲弾重量：92kg
- 砲身長：mm（口径）
- 仰俯角：-°~+°
- 左右旋回角：°
- 運用要員：10名
- 砲口初速：517m/s
- 発射速度：1/3発/分
- 射程：15,500m
- 生産期間：年~年
- 生産総数：門